# Burg Hohenstein (Dietingen)
Die Burg Hohenstein, auch Alt-Hohenstein genannt, ist die Ruine einer Höhenburg auf 578,3 m ü. NN und eine der ältesten Burganlagen am oberen Neckar. Sie liegt östlich der Gemeinde Villingendorf im Landkreis Rottweil in Baden-Württemberg.

## Geschichte
Die Burg, eine Gründung der Hochadeligen Herren von Urslingen, wurde vor 1100 das erste Mal urkundlich erwähnt. Während des 13. Jahrhunderts kam sie an die Herren von Zimmern. Da diese während des Reichskrieges des Hauses Württemberg gegen mehrere Reichsstädte zwischen 1311 und 1312 auf der Seite der Württemberger standen, wurde Burg Hohenstein 1312 von der Reichsstadt Rottweil angegriffen und zerstört.
Die Ruine und der zugehörige Gutshof waren Mitte des 14. Jahrhunderts im Besitz der Herren von Reute, sie verpfändeten das Gut 1361 an die ebenfalls auf der südlich gelegenen Neckarburg sitzende Familie von Neuneck. 1411 kam es an die Grafen von Sulz, 1456 wiederum an die Herren von Zimmern. Ab dem Jahr 1513 kam der Hof zusammen mit dem Ort Dietingen von den von Zimmern an die Reichsstadt Rottweil. Nach der Reichsstadt war der Rottweiler Pürschvogt Strehmayer der Inhaber des Gutes, von ihm ging Burgruine samt Gut an die Grafen von Bissingen-Nippenburg über.
Von der ehemaligen Burganlage ist nur ein Wandstück und Grundmauern erhalten. Auf der sich nordöstlich anschließenden Hochfläche liegt das erst 1923 von den Grafen von Bissingen-Nippenburg erbaute Schloss Hohenstein.